# Bramont Montadora Industrial e Comercial de Veículos
Bramont Montadora Industrial e Comercial de Veículos S. A. war ein brasilianischer Kraftfahrzeughersteller mit Hauptsitz in São Paulo sowie mit Produktionsstätten in Manaus und ab 2013 auch in Dois Irmãos. Bramont entstand im Jahr 2005 aus dem Unternehmen Cross Lander do Brasil, das 2002 gegründet worden war und wenig später in Cross Lander Indústria e Comércio umfirmiert hatte. Im Jahr 2007 schloss Bramont eine Kooperationsvereinbarung mit Mahindra & Mahindra Limited und stellte daraufhin die unrentable Produktion von Geländewagen der Marke Cross Lander und Cross Ranger ein. Stattdessen wurden Geländewagen, Pick-ups sowie Traktoren von Mahindra gebaut. Darüber hinaus entstanden im Werk Manaus Motorräder für den chinesischen Hersteller Qianjiang. Im Jahr 2015 wurde die Produktion in Manaus eingestellt und 2016 übernahm Mahindra schließlich Bramont und führte die Produktion in Dois Irmãos fort.

## Geschichte
Im Jahr 2002 wurde das Unternehmen Cross Lander do Brasil gegründet und mit dem Zusammenbau von ARO-Geländewagen in Manaus begonnen. Etwa die Hälfte der unter dem Markennamen Cross Lander hergestellten Fahrzeuge sollte in die USA exportiert werden. Für den einheimischen Markt war die andere Hälfte vorgesehen. Die geplanten Produktionszahlen von 800 Fahrzeugen im Jahr 2002 und 3.000 im Folgejahr konnten jedoch bei Weitem nicht erreicht werden. Das Unternehmen wurde aufgrund des Misserfolgs daraufhin verkauft und firmierte fortan als Cross Lander Indústria e Comércio. Anschließend nahm das Unternehmen unter neuer Leitung die Produktion wieder auf.
2005 wechselte abermals der Eigentümer und das Unternehmen wurde in Bramont Montadora Industrial e Comercial de Veículos umbenannt. Im gleichen Jahr starteten Verhandlungen mit dem indischen Fahrzeughersteller Mahindra & Mahindra Limited über eine Kooperation. Bramont beendete nach Abschluss der Kooperationsvereinbarung die Produktion von Geländewagen der Marke Cross Lander im Jahr 2006. Die kurz zuvor neu angekündigte Marke Cross Ranger wurde ebenfalls aufgegeben.
Bramont baute ab 2007 im Rahmen der Kooperation für Mahindra im Werk Manaus Geländewagen und Pick-ups. Im 2013 eröffneten Werk Dois Irmãos dagegen wurden Mahindra-Traktoren hergestellt. Bramont nahm im gleichen Jahr zudem die Herstellung von Motorrädern der Marke Benelli und Keeway in Manaus auf.
Die Verkaufszahlen blieben allerdings deutlich hinter den Erwartungen zurück. So wurden aufgrund ineffizienter und langsamer Produktionsabläufe insgesamt nur etwas weniger als 4.000 Mahindra-Fahrzeuge gebaut und verkauft. 2015 gab Bramont daher die Produktion der Mahindra-Modelle in Manaus auf und ließ nur die Traktorenproduktion in Dois Irmãos weiterlaufen. 2016 übernahm Mahindra schließlich Bramont und führte die Traktorenproduktion in Dois Irmãos in Eigenregie fort.

## Produkte

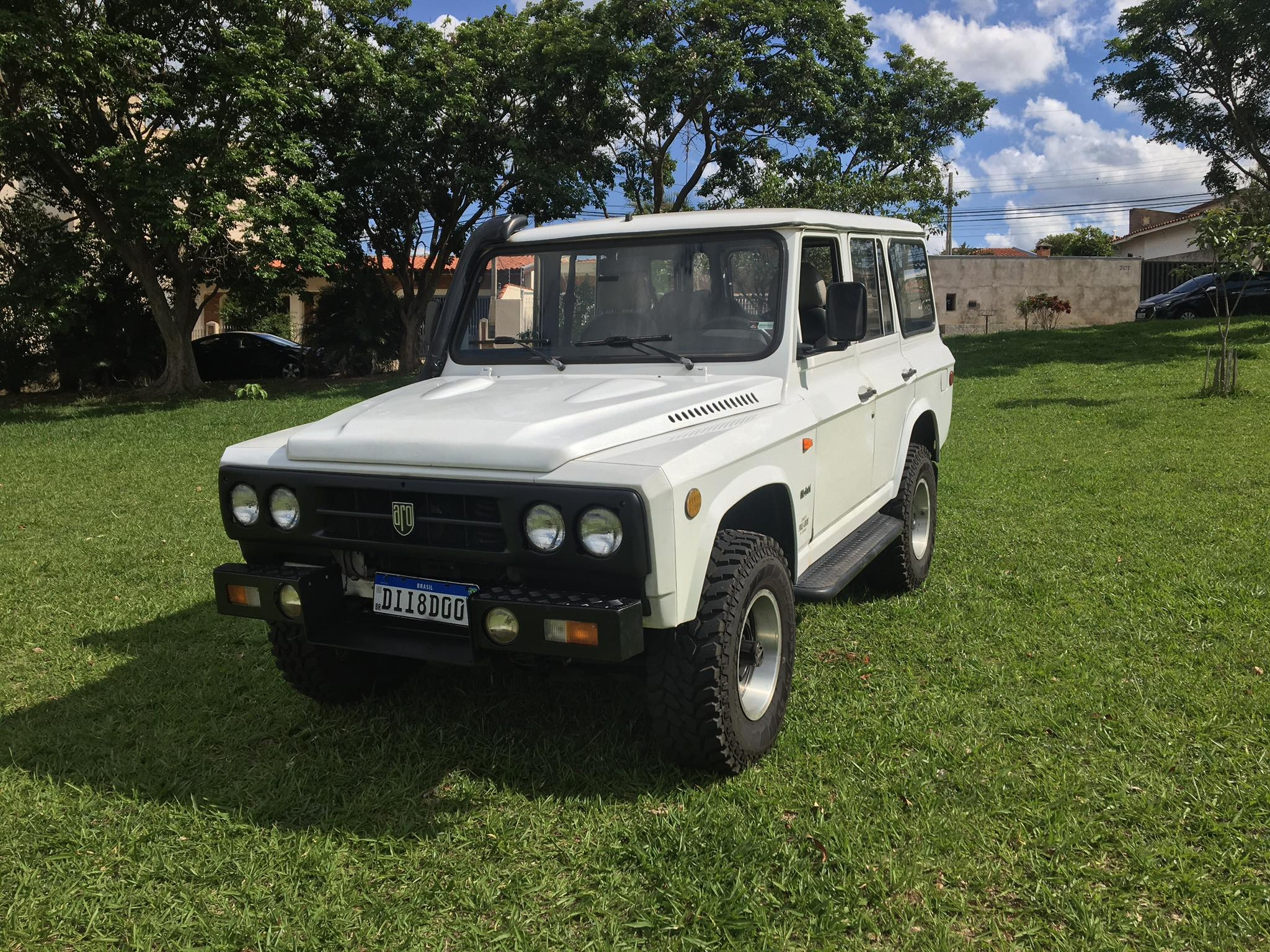
Cross Lander CL-244 MX

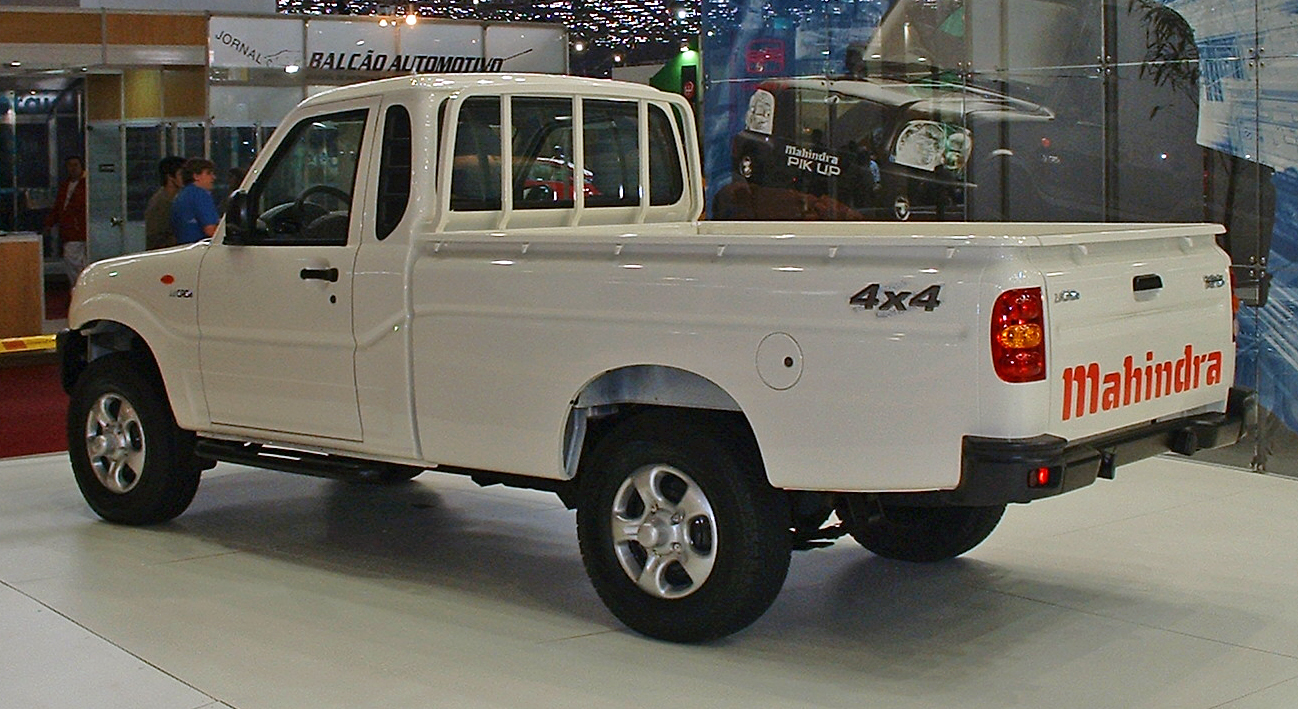
Mahindra Pik up

Unter der Marke Cross Lander produzierte das Unternehmen ab 2002 zunächst das allradgetriebene Geländewagenmodell CL-244 MX. Dabei handelte es sich im Kern um einen ARO 24 aus Rumänien. Der Dieselmotor mit 2800 cm³ Hubraum leistete mit Hilfe eines Turboladers 132 PS. Noch im gleichen Jahr präsentierte das Unternehmen das Pick-up-Modell CL-330. Die Produktion startete jedoch erst 2004.
In Kooperation mit Mahindra entstanden ab 2007 Geländewagen und Pick-ups in Lizenz. 2013 nahm Bramont auch die Herstellung von Mahindra-Traktoren und Motorräder der Marken  Benelli und Keeway auf.